# Grupo Desportivo Santacombadense
O Grupo Desportivo Santacombadense é um clube desportivo português localizado na cidade de Santa Comba Dão, distrito de Viseu. O clube foi fundado em 1952 e o seu atual presidente é Luís Pedro Fernandes.
O GD Santacombadense é a filial nº 16 do CF Os Belenenses. A equipa de futebol recebe os seus adversários no Estádio Estevão de Faria com capacidade para 3 000 espectadores. Na época de 2021-2022, encontra-se a disputar a 1ª Divisão Distrital de Viseu.